# Aldo Ghira
Aldo Ghira, född 4 april 1920 i Trieste, död 13 juli 1991 i Rom, var en italiensk vattenpolospelare (centerforward) och simmare. Han representerade Italien i OS vid olympiska sommarspelen 1948 i London. Före OS-framgången i vattenpolo var Ghira en lovande bröstsimmare som vann tre italienska mästerskap i simning.
Ghira gjorde nitton mål i OS-turneringen 1948. Han deltog också i EM-turneringen i Monte Carlo 1947 som Italien vann.
Sonen Andrea Ghira (1953–1994) var en brottsling mest ihågkommen för sin inblandning i massakern vid Monte Circeo 1975.